# چپتیگیت
چپتیگیت روستایی در بخش یوزین گیشو، نزدیک کاپتاگا در استان ریفت والی، کنیا می‌باشد. این روستا زادگاه ریچارد لیمو دونده کنیایی است.